# Rio Catatumbo
O rio Catatumbo é um curso de água sul-americano que banha a Venezuela e a Colômbia. Desemboca no lago de Maracaibo (maior da América do Sul) e, é usado em algumas regiões como limite de fronteira entre a Venezuela e a Colômbia. Tem 450 km de comprimento.. Tem caudal médio de 523 m³/s e drena uma bacia com 24416 km2.
Este rio compreende os rios San Miguel, Zulia, Sardinata, Orú, Tarra e, os riachos Urugmita, Labranza, Seca, Cargamenta e, San Calixto/Maravilla.
O Catatumbo desemboca no lago de Maracaibo (maior da América do Sul), na Venezuela. Na sua foz ocorre o fenômeno do Relâmpago do Catatumbo.